# Seitenkrankheit
Die Seitenkrankheit (lat. morbus lateralis, dolor lateralis, Seitensschmerz, synonym auch Seitenstechen, ältere Schreibungen Seitenkranck, Seitenkränke oder seiten kräncke) ist eine nicht eindeutige, aus dem Mittelalter stammende, im Althochdeutschen stechido genannte Bezeichnung, mit der aus heutiger Sicht wahrscheinlich unterschiedliche Krankheits-Symptome in Verbindung gebracht wurden, meist jedoch die seitlichen Schmerzen bei einer Pleuritis (Rippenfellentzündung) bzw. Pleurodynie. Die Pleuritis wird beispielsweise erwähnt bei Tabernaemontanus 1625, eine ausführliche Beschreibung findet sich im 3. Band der Onomatologia Medico-Practica: Encyklopädisches Handbuch für ausübende Aerzte in alphabetischer Ordnung unter dem Stichwort Pleuritis. Dort wird sowohl auf die lateinischen Bezeichnungen als auch auf frühere Literatur verwiesen. Es finden sich in alter Literatur aber auch Verwendungen der Bezeichnung für Erkrankungen der Leber (Gelbsucht) sowie der Milz sowie im Rahmen rheumatischer bzw. arthritischer Erkrankungen.
Die Diagnose Seitenstechen lag nach einer Darstellung des ausgehenden 18. Jahrhunderts vor, „wenn der Kranke öfters hustet, einen schnellen und fieberhaften Puls hat, zugleich an einem äußerlichen oder innerlichen Theile des Umkreises der Brust einen stechenden Schmerz klaget, und wenn dieser Schmerz auf jedesmal Einathmen und Husten heftiger, beym Ausathmen hingegen gelinder wird“.
In der Veterinärmedizin war der Begriff ebenfalls gebräuchlich.
Bekanntheit erlangte der Begriff durch Noah Gordons Roman Der Medicus von 1986 und den gleichnamigen Film von 2013. Hier wurde die Erkrankung jedoch als Appendizitis gedeutet, auch wenn für die geschilderte Zeit keine Belege für eine im Film dargestellte Appendektomie existieren.